# Samsung Galaxy S II
Samsung Galaxy S II je smartphone vyvinutý společností Samsung. V používá operační systém Android ve verzi 2.3 (Gingerbread), který však lze aktualizovat na verzi 4.1 Jelly Bean. Byl nástupcem modelu Samsung Galaxy S a přibližně rok po jeho vydání byl na trh uveden jeho nástupce Samsung Galaxy S III.

## Představení
Samsung Galaxy S II byl vyvinut jako vlajková loď společnosti Samsung pro rok 2011.
Byl představen na MWC Barcelona 2011.